# Сусіди з Пекла 2: На канікулах
Сусіди з Пекла 2: На канікулах (англ. Neighbours from Hell 2: On Vacation) — друга відеогра-аркада, з серії Сусіди з Пекла, сиквел Сусіди з Пекла 1: Солодка помста. Реліз відбувся 5 травня 2004 персональні комп'ютери. 4 березня 2005 портована Nintendo GameCube та Xbox, 11 червня 2009 на Nintendo DS. У грі наявні 14 епізодів, 4 з яких — ознайомлення, але теж є частиною сюжету.

## Сюжет
Містер Ротвейлер, втомившись від жартів Вуді, вирушає у навколосвітню подорож з матір'ю та дівчиною Ольгою. Однак він не знав, що став зіркою наступного сезону однойменного реаліті-шоу, що дає Вуді ще одну можливість пожартувати. Зрештою, корабель, на якому вони подорожують, зіштовхується з айсбергом і тоне, але Ротвейлер рятується, знаходить рятувальну шлюпку, допливає до берега з матір'ю і, не підозрюючи про це, разом з Вуді.

## Ігровий процес
Гравець подорожує різними куточками світу, такими як Китай, Індія та Мексика. Гра стала трохи складнішою за попередню частину: з'явився новий персонаж - мама сусіда, яка також може дати прочухана Вуді, разом із своїм сином. У персонажа гравця тепер є три життя замість одного, і якщо його помітить сусід або його мама, Вуді буде викинуто в іншу зону та втратить життя. Також є Ольга - жінка, до якої залицяється сусід, і гравець може підлаштовувати різні капості, щоб змусити Ольгу побити його (наприклад, зламати стілець, за допомогою якого сусід підглядає за Ольгою, коли вона приймає душ). Також у Ольги є син, до якої часто пристає сусід, але він не може нашкодити гравцеві. По ходу гри гравець відкриває різні нові локації.

## Порти та перевидання
Оригінальна версія Microsoft Windows була перевипущена в цифровому вигляді на GOG.com разом із попередньою грою від JoWood 9 червня 2009 року. Опублікована у Steam компанією Nordic Games 7 листопада 2013 року після успішного отримання зеленого світла спільнотою.
25 травня 2017 року THQ Nordic випустила мобільний порт гри для iOS і Android в App Store і Google Play відповідно. Порт для macOS був випущений в App Store 22 червня 2017 року.
30 червня 2009 року було випущено порт для Nintendo DS. Хоча її назва Neighbors from Hell передбачає першу гру із серії, вона містить лише другу гру з франшизи.